# 罗尔曼陨石坑
罗尔曼陨石坑（Lohrmann）是坐落在月球正面西侧的一座古老大撞击坑，其北侧坑壁正位于月球赤道上。该陨坑约形成于45.5-39.2亿年前的前酒海纪，名称取自十九世纪萨克森自由州绘图师、天文学家暨气象学家威廉·戈特黑尔夫·罗尔曼(1796年-1840年)，1935年被国际天文学联合会批准接受。

## 描述

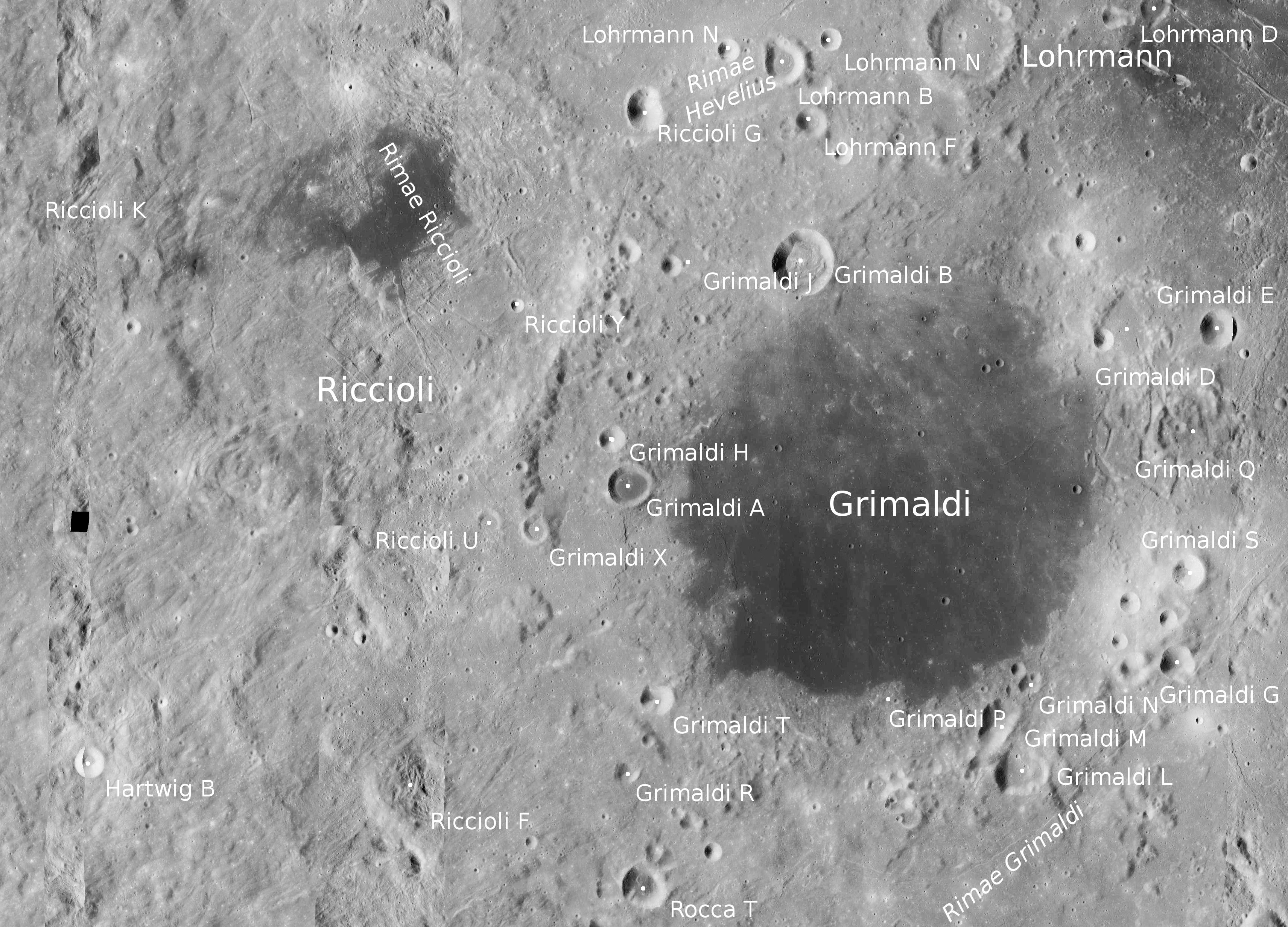
罗尔曼陨石坑周边地貌，月球勘测轨道飞行器拍摄。

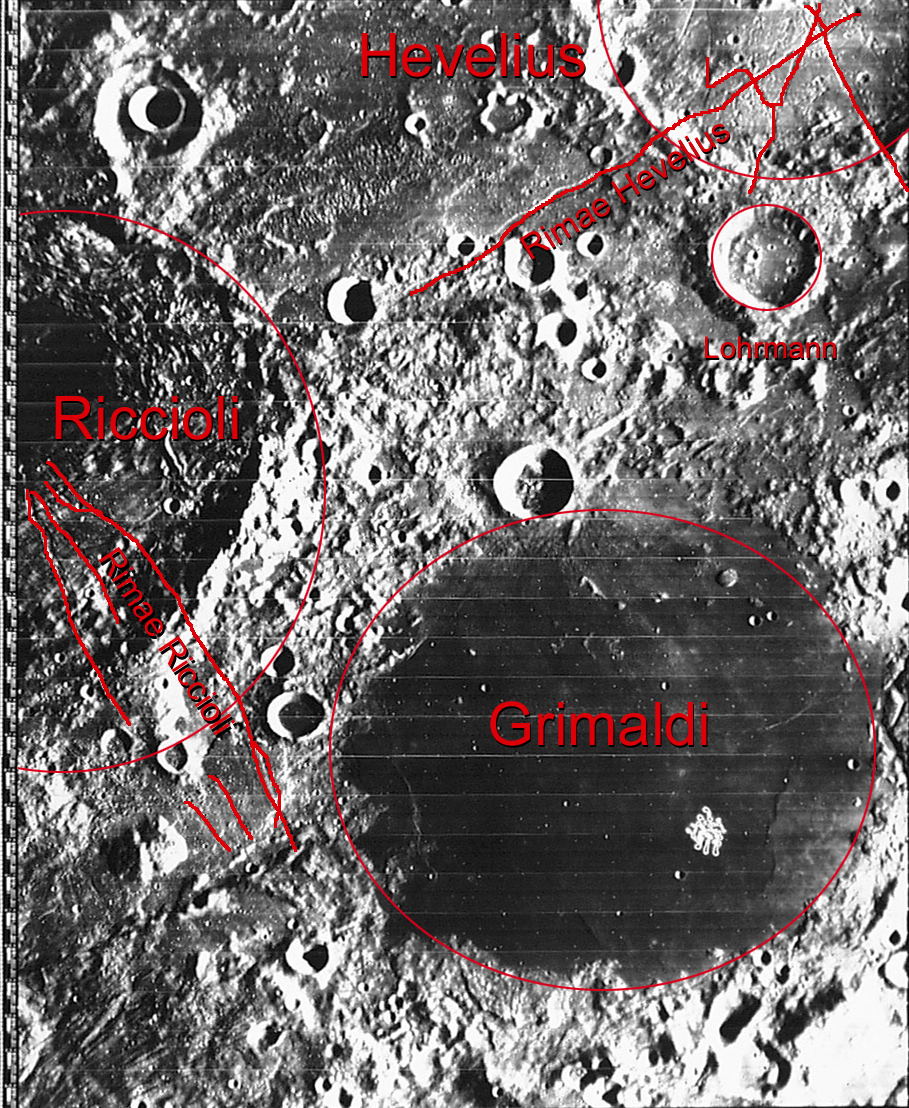
罗尔曼陨石坑(右侧偏上)，北面是赫维留环形山，西北为伸向里乔利环形山的赫维留月溪，南面坐落了巨大的格里马尔迪环形山。

该陨坑西南偏西与里乔利环形山、西北偏西靠近斯文赫定环形山、赫维留环形山位于它的北面，东南和南面分别坐落了坐落达穆瓦索陨石坑和格里马尔迪环形山。罗尔曼陨石坑的西北延伸着修长的赫维留月溪、而它的东面则濒临风暴洋。该陨坑中心月面坐标为0°26′S 67°23′W / 0.44°S 67.38°W，直径31.3公里，深度约1.31公里。
罗尔曼陨石坑外观接近圆状，坑壁已部分磨损和侵蚀，沿东北边缘覆盖了三座相连的小撞击坑。陨坑北侧内壁陡峭狭窄，其它部分坡面则较平整。陨坑壁平均高出周边地形920米，内部容积约有610公里3。坑底西部分布有一些低矮的山丘和一座小陨坑，而而东部地表则相对平坦，除散布有一些小穴坑外，无其它地貌结构。

## 卫星陨石坑
按照惯例，最靠罗尔曼陨石坑的卫星坑在月图上以字母标注在该坑中心点的旁边。
| 罗尔曼 | 纬度   | 经度    | 直径    |
| ------ | ------ | ------- | ------- |
| A      | 0.7° S | 62.7° W | 12 公里 |
| B      | 0.7° S | 69.4° W | 14 公里 |
| D      | 0.1° S | 65.2° W | 11 公里 |
| E      | 1.7° S | 67.4° W | 10 公里 |
| F      | 1.4° S | 69.1° W | 11 公里 |
| M      | 0.5° S | 68.9° W | 7 公里  |
| N      | 0.6° S | 70.1° W | 8 公里  |

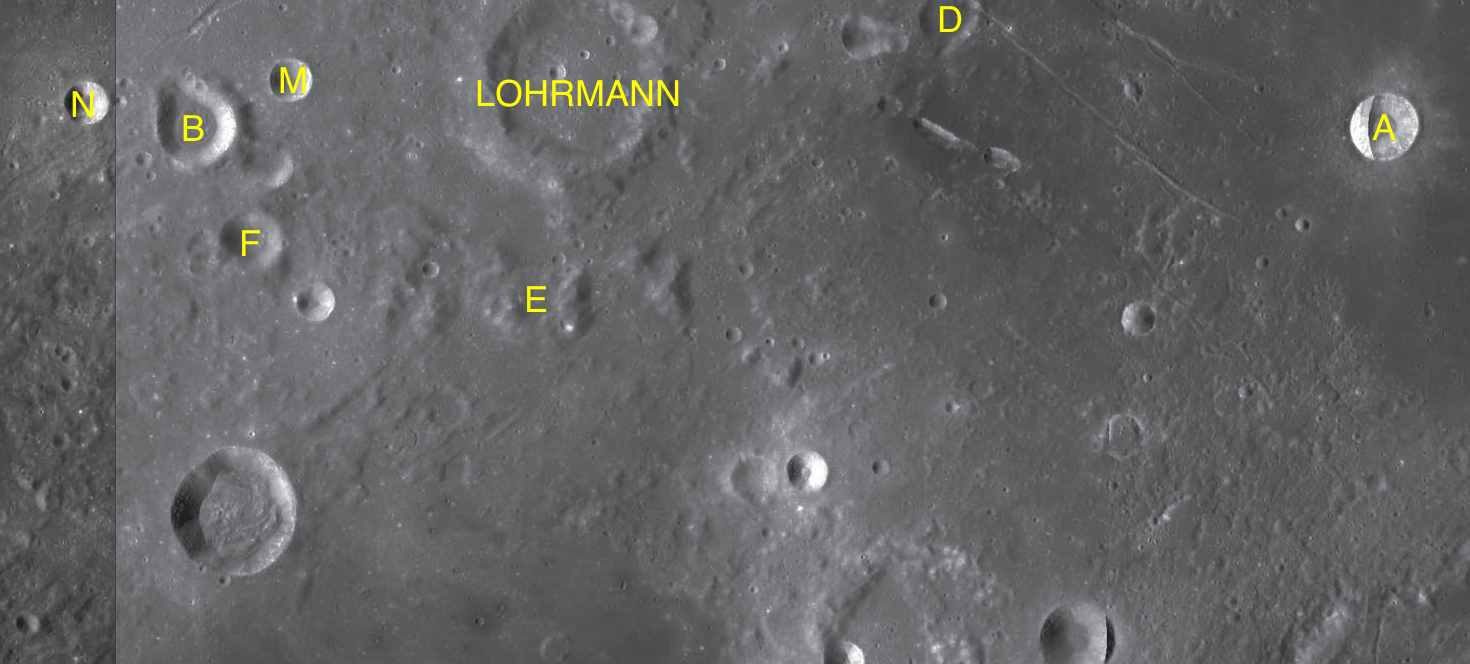
LAC-73, LAC-74 拼接图

- 卫星坑"罗尔曼 A"已被月球和行星天文协会(ALPO)列入《带有明亮射纹系统的撞击坑列表》[5]；
- 卫星坑"罗尔曼 A"是月食期间曾记录到温度产生异常的撞击坑之一，其原因是这些陨石坑年龄较短，表面尚没有时间形成覆盖岩石并提供隔热效果的表岩屑层。

## 另请参阅
- Andersson, L. E.; Whitaker, E. A. . NASA RP-1097. 1982.
- Blue, Jennifer. . USGS. July 25, 2007  [2007-08-05]. （原始内容存档于2018-12-25）.
- Bussey, B.; Spudis, P. . New York: Cambridge University Press. 2004. ISBN 978-0-521-81528-4.
- Cocks, Elijah E.; Cocks, Josiah C. . Tudor Publishers. 1995. ISBN 978-0-936389-27-1.
- McDowell, Jonathan. . Jonathan's Space Report. July 15, 2007  [2007-10-24]. （原始内容存档于2018-12-25）.
- Menzel, D. H.; Minnaert, M.; Levin, B.; Dollfus, A.; Bell, B. . Space Science Reviews. 1971, 12 (2): 136–186. Bibcode:1971SSRv...12..136M. doi:10.1007/BF00171763.
- Moore, Patrick. . Sterling Publishing Co. 2001. ISBN 978-0-304-35469-6.
- Price, Fred W. . Cambridge University Press. 1988. ISBN 978-0-521-33500-3.
- Rükl, Antonín. . Kalmbach Books. 1990. ISBN 978-0-913135-17-4.
- Webb, Rev. T. W.  6th revised. Dover. 1962. ISBN 978-0-486-20917-3.
- Whitaker, Ewen A. . Cambridge University Press. 1999. ISBN 978-0-521-62248-6.
- Wlasuk, Peter T. . Springer. 2000. ISBN 978-1-85233-193-1.